# 赫爾曼·阿道夫 (利珀)
赫爾曼·阿道夫（德語：Hermann Adolf，1616年1月31日—1666年10月10日），利珀伯爵，西蒙七世之子，1652年至1666年在位。

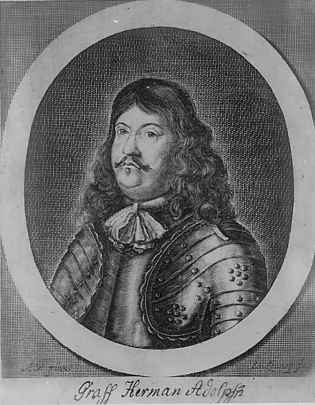

## 家庭
1648年，赫爾曼·阿道夫與伊森堡-比丁根-比爾施泰因的恩尼絲汀結婚，兩人共有1子3女：
1. 西蒙·海因里希（1649年—1697年）
2. 安娜·瑪麗亞（1651年—1690年）
3. 恩尼絲汀·索菲（1652年—1702年）
4. 約翰娜·伊莉莎白（1653年—1690年）